# Timocares de Alejandría
Timocares de Alejandría, también Timocaris o Timócaris, (aproximadamente 320 a. C. - 260 a. C.) fue un astrónomo y filósofo griego. 

## Semblanza
Nacido, probablemente, en Alejandría, fue contemporáneo de Euclides. 
En el siglo III a. C. con la ayuda de Aristilo, creó el primer catálogo de estrellas del mundo occidental. Unos 150 años después, Hiparco de Nicea, al comparar su propio catálogo de estrellas con el elaborado por Timocares, descubre que la longitud de las estrellas cambia con el tiempo, pero no porque se muevan, sino porque lo hace el sistema de referencia (punto Aries), lo que le llevó a determinar el primer valor de la precesión de los equinoccios.

## Eponimia
- El cráter lunar Timócaris lleva este nombre en su memoria.[1]